# Street Fighter EX
Street Fighter EX é um jogo de luta de 1996 da série Street Fighter. Ele foi originalmente lançado como um jogo de arcade para o hardware Sony ZN-1.
Apesar de ser um jogo oficial da Capcom, essa série não faz parte do cânone oficial dos jogos Street Fighter, sendo um spin-off da série. Ele foi co-produzido pelas desenvolvedoras Capcom e Arika. Foi o primeiro jogo da série a trazer gráficos 3D.
Por não fazer parte do cânone oficial da série, Street Fighter EX não tem história definida em nenhum dos seus jogos.

## Personagens
| Vísiveis      | Secreto | Plus          | Plus Alpha | Chefão  |
| ------------- | ------- | ------------- | ---------- | ------- |
| Ryu           | Akuma   | Evil Ryu      | Dhalsin    | M.Bison |
| Ken           | Blair   | Bloody Hokuto | Sakura     | Sakura  |
| Chun          | Allen   | Cycloid Beta  |            |         |
| Zangief       | Kairi   | Cycloid Teta  |            |         |
| Guile         | Darun   |               |            |         |
| Hokuto        |         |               |            |         |
| Doctrine Dark |         |               |            |         |
| Pullum Purna  |         |               |            |         |
| Crimson Jack  |         |               |            |         |
| Skullomania   |         |               |            |         |

## Recepção
Alexandra Hall, do Kotaku, escreveu que o jogo é "É surpreendentemente divertido." A revista EGM criticou que o jogo pouco inovou nas mecânicas, e teve "omissões confusas de mecânicas tradicionais da franquia, como Air Blocking e Parrying", apesar da review ser majoritariamente positiva.

## Jogos
| Jogos                        | Data de Lançamento |
| ---------------------------- | ------------------ |
| Street Fighter EX            | 1996               |
| Street Fighter EX Plus       | 1997               |
| Street Fighter EX Plus Alpha | 1997               |
| Street Fighter EX 2          | 1998               |
| Street Fighter EX 2 Plus     | 1999               |
| Street Fighter EX 3          | 2000               |

1. ↑  «EVO 2017 | Novo jogo dos criadores de Street Fighter EX tem Skullomania, Garuda e outros». Jovem Nerd. Consultado em 22 de novembro de 2024
2. ↑  Donohoo, Timothy Blake (1 de agosto de 2022). «Forget Street Fighter 6: Where's Street Fighter EX 4?». CBR (em inglês). Consultado em 22 de novembro de 2024
3. ↑  «The Best Guile Theme Isn't Actually In Street Fighter II». Kotaku (em inglês). 9 de novembro de 2020. Consultado em 22 de novembro de 2024
4. ↑  «Electronic Gaming Magazine». Ziff Davis. Electronic Gaming Magazine (102): p.168. Janeiro de 1998